# World Badminton Grand Prix 1983
Der World Badminton Grand Prix 1983 war die erste Auflage. des World Badminton Grand Prix. Die Turnierserie bestand aus nur sieben internationalen Meisterschaften. Die Weltmeisterschaften gehörten damals noch zum Grand-Prix-Kalender. Für die Turniere wurden je nach Wertigkeit Punkte für die Platzierungen vergeben. Diese Punkte wurden bis zum Ende der Saison addiert und die 12 Punktbesten im Herreneinzel bzw. 8 Punktbesten im Dameneinzel dieser Grand-Prix-Rangliste waren beim Grand-Prix-Finale startberechtigt. Dieses Grand Prix Finale wurde in Jakarta, Indonesien ausgetragen. Im folgenden Jahr umfasste der World Badminton Grand Prix schon 13 Turniere.

## Austragungsorte
| Veranstaltung     | Ort                  | Preisgeld   | IBF-Wertungskategorie | Datum         |
| ----------------- | -------------------- | ----------- | --------------------- | ------------- |
| Swedish Open      | Malmö                |             | Kategorie 3           | 10.–13.03.    |
| All England       | London               |             | Kategorie 1           | 23.–27.03.    |
| Weltmeisterschaft | Kopenhagen, Dänemark |             | Kategorie 1           | 02.–08.05.    |
| Malaysia Open     | Kuala Lumpur         |             | Kategorie 4           | 30.06.–03.07. |
| Indonesia Open    | Jakarta              |             | Kategorie 2           | 24.–28.08.    |
| Scandinavian Cup  | Lyngby, Dänemark     |             | Kategorie 4           | 26.–30.10.    |
| Canadian Open     | Ottawa               |             | Kategorie 4           | 02.–05.11.    |
| Grand Prix Finale | Jakarta              | 70.000 US $ | –                     | 14.–18.12.    |

## Die Sieger
| Veranstaltung     | Herreneinzel   | Dameneinzel    | Herrendoppel                     | Damendoppel                    | Mixed                         |
| ----------------- | -------------- | -------------- | -------------------------------- | ------------------------------ | ----------------------------- |
| Swedish Open      | Misbun Sidek   | Helen Troke    | Steen Fladberg Jesper Helledie   | Nora Perry Jane Webster        | Thomas Kihlstrøm Nora Perry   |
| All England       | Luan Jin       | Zhang Ailing   | Thomas Kihlstrøm Stefan Karlsson | Xu Rong Wu Jianqiu             | Thomas Kihlstrøm Nora Perry   |
| Weltmeisterschaft | Icuk Sugiarto  | Li Lingwei     | Steen Fladberg Jesper Helledie   | Lin Ying Wu Dixi               | Thomas Kihlstrøm Nora Perry   |
| Malaysia Open     | Liem Swie King | Pan Zhenli     | Bobby Ertanto Christian Hadinata | Kim Yun-ja Yoo Sang-hee        | Martin Dew Nora Perry         |
| Indonesia Open    | Liem Swie King | Ivanna Lie     | Rudy Heryanto Hariamanto Kartono | Ruth Damayanti Maria Fransisca | Christian Hadinata Ivanna Lie |
| Scandinavian Cup  | Morten Frost   | Chen Ruizhen   | Rudy Heryanto Hariamanto Kartono | Yoshiko Yonekura Atsuko Tokuda | Martin Dew Gillian Gilks      |
| Canadian Open     | Misbun Sidek   | Kirsten Larsen | Jalani Sidek Razif Sidek         | Karen Beckman Sally Podger     | Mike Butler Claire Backhouse  |
| Grand Prix Finale | Luan Jin       | Li Lingwei     | nicht ausgetragen                | nicht ausgetragen              | nicht ausgetragen             |